# Şuhut (district)
Şuhut is een Turks district in de provincie Afyonkarahisar en telt 40.800 inwoners (2007). Het district heeft een oppervlakte van 1.175,20 km².
De bevolkingsontwikkeling van het district is weergegeven in onderstaande tabel.
| 1997   | 2000   | 2007   |
| ------ | ------ | ------ |
| 62.670 | 59.284 | 40.800 |